# Jean-Baptiste Cotelier
Jean-Baptiste Cotelier (eller Cotelerius), född i december 1629 i Nîmes, död den 19 augusti 1686 i Paris, var en fransk språklärd.
Cotelier kom redan 1641 till Paris, där han förvärvade omfattande kunskaper i de klassiska språken och med kortare avbrott förblev till sin död, sysselsatt med katalogisering av de grekiska handskrifterna på det kungliga biblioteket och med undervisning i grekiska på Collège Royal. Han ombesörjde utgåvor av en rad fornkyrkliga skrifter; mest känd är Patres ævi apostolici (1672).